# Luo Han Guo
Luo Han Guo (Siraitia grosvenorii) är en örtartad perenn med ursprung i södra Kina och norra Thailand. Växten är mest känd för sin frukt som ofta kallas luo han guo eller luo han kuo (från det kinesiska luóhàn guǒ, 羅漢果, 罗汉果, ibland skrivet lohoguo i Hongkong), la han qua (från vietnamesiska la hán quả), arahantfrukt, Buddhafrukt, eller munkfrukt. Arten namngavs efter Gilbert Grosvenor.
Plantan odlas för sin frukt, som används till att söta drycker och i traditionell kinesisk medicin. Fruktens extrakt är nästan 300 gånger sötare än socker och har använts som ett naturligt sötningsmedel med lågt kaloriinnehåll. I nästan ett millennium har den använts för att behandla diabetes och fetma i Kina.

## Beskrivning
Klätterväxten uppnår en längd på 3 till 5 meter, den klättrar över andra växter med hjälp av rankor som snor sig runt allt de rör vid. De smala, hjärtformade bladen är 10–20 cm långa. Frukten är rund, 5–7 cm i diameter, slät, gul-brun eller grön-brun färg, med ett hårt tunt skal täckt av fina hår. Den innehåller en söt, köttig, ätlig massa och många frön.

## Odling
Frukten odlas främst i den södra kinesiska provinserna Guangxi (mestadels i bergen nära Guilin), Guangdong, Guizhou, Hunan och Jiangxi. 
Skrifter så tidigt som 1813 nämner odling av denna växt i Guangxi-provinsen.
Köpingen Longjiang i Yongfu härad har fått namnet "den kinesiska frukten luohanguos hemort". Ett antal företag specialiserade på tillverkning av luahanguo-extrakt och färdiga produkter har inrättats i området. Yongfu Pharmaceutical Factory är det äldsta av dessa.

## Traditionell användning
Plantan är mest känd för sin söta frukt, som används för medicinska ändamål, och som sötningsmedel. Vanligtvis säljs frukterna i torkad form, och används traditionellt i örtte och soppa. Dessa används mot värmeslag, halsont, kronisk hosta och förstoppning, och är kända för att förlänga livslängden. Frukten används även som ett naturligt sötningsmedel vid behandling av diabetes och fetma.

### Toxicitet
Det finns inga rapporterade fall av negativa biverkningar av "Luo han Guo". Den klassas av den amerikanska Food and Drug Administration som GRAS (generally recognized as safe) produkt. 
Mat som inte ätits i stor utsträckning inom EU före 1997 ses som nya livsmedel. Alla nya livsmedel måste säkerhetsgranskas och godkännas innan de får säljas inom EU. Det är företagen som ansvarar för att ta fram säkerhetsdokumentationen, eller att visa att livsmedlet har ätits före 1997 i EU. Läs mer om nya livsmedel på Livsmedelsverkets webbplats.
Vissa nya livsmedel som något företag har ansökt om att få ta in till EU finns i katalogen över nya livsmedel, Novel food catalogue.
Sökning i katalogen på Siraitia grosvenorii, ger att frukten inte får tas in i EU.
Det fanns en begäran om denna produkt kräver godkännande enligt förordningen om nya livsmedel. Enligt den information som medlemsstaternas behöriga myndigheter har tillgång till, användes denna produkt inte som livsmedel eller livsmedelsingrediens före den 15 maj 1997. Innan munkfrukt får säljas inom EU som livsmedel eller livsmedelsingrediens, krävs därför en säkerhetsbedömning av Europeiska myndigheten för livsmedelssäkerhet, EFSA.

## Läkemedelsforskning
- Antioxidant.[6]
- Förbättrar immunitet (på möss).[7]
- Glukossänkande effekt på hyperglykemiska kaniner.[8]
- Hämmande effekter mot Epstein-Barr-virusets tidiga antigen.[9]

## Aktiva ämnen
Fruktens söta smak kommer i huvudsak från mogrosides, en grupp triterpen-glykosider som utgör cirka en procent av köttet i en färsk frukt. Genom extraktion med lösningsmedel, kan ett pulver som innehåller 80% mogrosides utvinnas, den viktigaste är mogroside-5 (esgoside). Andra liknande medel i frukten är siamenoside och neomogroside.
Ny forskning föreslår att mogrosides fungerar som en antioxidant och kan förebygga cancer.
Mogrosides har också visat sig hämma induktion av Epstein-Barr-viruset in vitro.
Plantan innehåller också ett glykoprotein som kallas momorgrosvin, som har påvisats hämma ribosomal proteinsyntes.

## Odling och marknadsföring

### Traditionell framställning

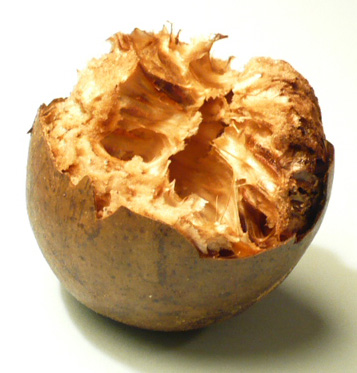
Torkad Siraitia grosvenorii uppskuren frukt med fröna borttagna

När Luo han Guo skördas är den en rund grön frukt, som blir brun vid torkning. Den används sällan i färsk form, eftersom den är svår att lagra. Dessutom utvecklar den en rutten smak vid jäsning. Således är frukter vanligen torkade innan de används och säljs i just denna form i kinesiska frukt- och grönsaksbutiker. 
Frukterna torkas långsamt i ugnar, vilket bevarar dem och tar bort de flesta av de oönskade dofterna. Dock leder denna teknik även till bildandet av flera bittra sammandragna aromer. Detta begränsar användningen av torkad frukt och extrakt till utspätt te, soppa och som sötningsmedel för produkter som vanligtvis skulle ha socker eller honung som tillsatts.

### Procter & Gamble-processen
Processen för tillverkning av ett nyttigt sötningsmedel från Luo han Guo patenterades 1995 av Procter & Gamble. I patentet sägs att trots att Luo han Guo är väldigt söt så har den för många störande dofter, vilket gör den oanvändbar för allmän tillämpning. Således utvecklade företaget en process för att avlägsna de störande dofterna.
I denna process skördas den färska frukten innan den blir fullt mogen och man låter den mogna i ett lager så att den behandlas precis när den är mogen. Skalet och fröna tas bort, och frukten mosas till ett fruktkoncentrerat eller -mos. Detta används sedan i den fortsatta produktionen av livsmedel. Lösningsmedel används bland annat för att ta bort de störande dofterna.

## Produkter
Det finns ett antal kommersiella Luo han Guo-produkter:
Omedelbar pulveriserad Luo han Guo, säljs av Yongfu-företaget i Kina, Hongkong och i kinesiska butiker i väst.
Det finns ett antal andra produkter som innehåller Luo han Guo, antingen rent eller i en blandning med andra örter. Det används till exempel med Ginkgo biloba mot hosta, med krysantemum mot värmeslag och huvudvärk och med sparris, oldenlandia, scutellaria och pärlpulver till avgiftning.
Ett extrakt av frukten tillsammans med erytritol används också av det japanska företaget Saraya Corporation för tillverkning av sockersubstitut Lakanto.

## Historia
Under Tangdynastin var Guilin en av de viktigaste buddhistiska platserna och där finns många tempel. Frukten har sitt namn efter arahant, en grupp buddhistiska munkar. Enligt kinesisk historia nämndes frukten först i skrifter från 1200-talet, då munkar använde den. Emellertid var odlingsutrymmet begränsat: frukten odlades främst i sluttningarna av Guangxi- och Guangdong-bergen, och i mindre utsträckning i Guizhou, Hunan, Jiangxi och Hainan. Detta och svårigheten att odla den ledde till att frukten inte blev en del av den bredare kinesiska örttraditionen, som baserades på mer lättillgängliga produkter. Detta är också anledningen till att man inte hittar någonting om den i traditionella guider om örter.

### Västs återupptäckt under 1900-talet
Örten blev mer känd i väst under 1900-talet. Den första kända rapporten om örten på engelska finns i ett opublicerat manuskript skriver 1938 av professor GW Groff och Hoh Hin Cheung. I rapporten sägs det att frukterna ofta användes som den viktigaste ingrediensen i "kylningsdrycker", det vill säga som botemedel mot varmt väder, feber eller andra dysfunktioner som traditionellt förknippas med värme eller hetta (till exempel inflammation).
Det var känt att juicen från frukten var mycket söt.
Groff och Hoh upptäckte att frukten, intagen med fläskkött, var ett viktigt inhemskt botemedel mot förkylning och lunginflammation.
Intervjuer har bekräftat att frukten först nyligen blivit viktig i Kinas historia. Ändå verkar det som att en liten grupp människor lärt sig att odla den för längesedan och byggt upp en kunskap om pollinering och klimatbehov för plantan.
Frukten kom till USA i början av 1900-talet. Groff nämner att under ett besök i det amerikanska jordbruksministeriet 1917 visade botanisten Fredrik Coville honom en Luo han Guo-frukt köpt i en kinesisk butik i Washington.
Den första forskningen kring den söta delen av Luo han Guo tillskrivs CH Lee, som 1975 skrev en engelsk rapporten i ämnet, och Tsunematsu Takemoto, som under tidigt 1980-tal arbetade i japan (senare beslutade Takemoto att koncentrera sig på en liknande söt växt, jiaogulan).
Utvecklingen av Luo han Guo-produkter i Kina har fortsatt sedan dess, med särskild fokus på utveckling av koncentrerat extrakt.